# Global dimming

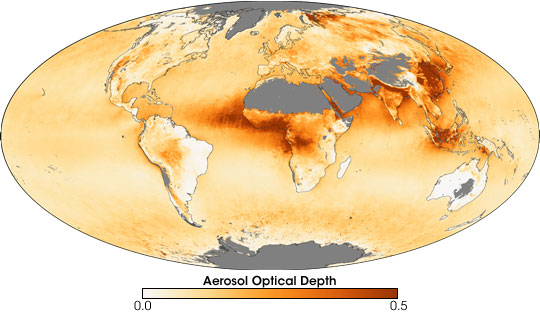
De spreiding van aerosols in 2006.

Global dimming (globale of wereldwijde verduistering) is het effect waarbij de intensiteit van het op de aarde vallende zonlicht wordt verminderd door stoffen in de atmosfeer, die het licht ofwel absorberen, of terugkaatsen, waardoor de albedo van de aarde wordt verhoogd. Volgens onderzoekers is de intensiteit van het zonlicht door dit effect in verschillende grote gebieden op aarde in de periode 1960-1990 afgenomen. Sinds 1990 is de trend echter omgekeerd en nam de hoeveelheid zonlicht aan het aardoppervlak weer toe.
Het tegenovergestelde van global dimming is global brightening (globale verheldering). Dimming en brightening vinden niet gelijkmatig over de hele planeet plaats, maar het effect verschilt per regio en is ook afhankelijk van de aanwezigheid van grote oppervlaktewateren.
Het effect lijkt vooral te worden veroorzaakt door fijne stofdeeltjes die als condensatiekerntjes fungeren, waardoor wolken ontstaan die uit kleinere druppeltjes bestaan en hierdoor minder snel uitregenen en meer licht terugkaatsen dan meer natuurlijke wolken; ook spelen de condensatiestrepen (contrails) van uitlaatgassen van vliegtuigen hoog in de atmosfeer waarschijnlijk een rol.
Dit sinds de 1980er jaren bestudeerde verschijnsel kan mogelijk een vrij grote en tot op heden onderschatte invloed op ons klimaat hebben, dat de mondiale opwarming tegengaat. Het is echter nog onduidelijk in hoeverre global dimming het broeikaseffect compenseert of dit zelfs overstijgt.

## Kenmerken
In 1985 deed de aardrijkskundige onderzoeker Atsumu Ohmura aan het Swiss Federal Institute of Technology een vreemde ontdekking. In vergelijking met metingen van zijn voorgangers in 1960 was de hoeveelheid zonlicht met 10% afgenomen. Dit was merkwaardig, omdat dit niet paste bij bestaande metingen van een stijgende temperatuur, en een daling van 10% in 25 jaar was erg veel. Het effect bleek telkens toch te bestaan.
Global dimming is de afname van de hoeveelheid zonlicht die de aarde in een jaar bereikt. De hoeveelheid zonlicht neemt volgens metingen sinds 1950 met gemiddeld rond de drie procent per decennium af. Lokaal kan de afname groter zijn. Ook neemt in enkele gebieden de verdamping af. Dit houdt waarschijnlijk verband met de afname van de hoeveelheid zonlicht.
Na veel controverse werd ook door Stanhill en zijn collega Shabti Cohen aan het Volcani Center in Bet Dagan, Israël, aangetoond dat de hoeveelheid zonlicht met 0,23 tot 0,32% per jaar afnam.
In een onderzoek uit 2020 werd het afkoelend effect geraamd op 0,7°C. Dit komt neer op een vertraging van 40 jaar in de gevolgen van de klimaatverandering, anders gezegd: zonder global dimming zouden we in 1970 al de gemiddelde wereldtemperatuur van 2010 hebben bereikt. Het afkoelend effect is ook niet gelijkmatig gespreid over de aarde: het zou sterker spelen op lagere breedtegraden. Het is echter nog onduidelijk of het afkoelend effect  voldoende sterk is om de opwarming van de aarde te compenseren.

## Oorzaken

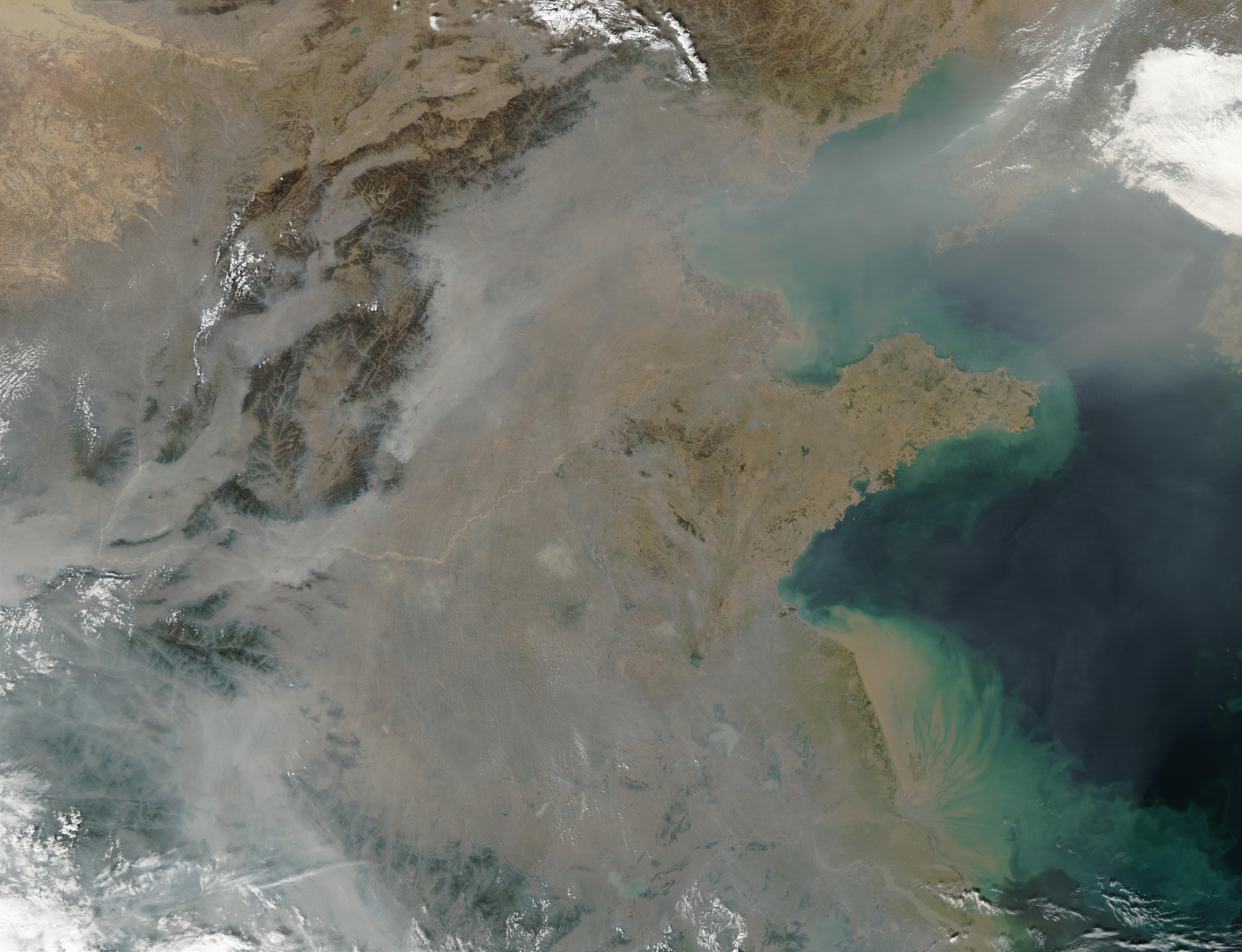
Op deze satellietfoto van Oost-China wordt de lucht gevuld door branden (rode stipjes op ingezoomde versie) en rook en nevel (grijzige pixels)

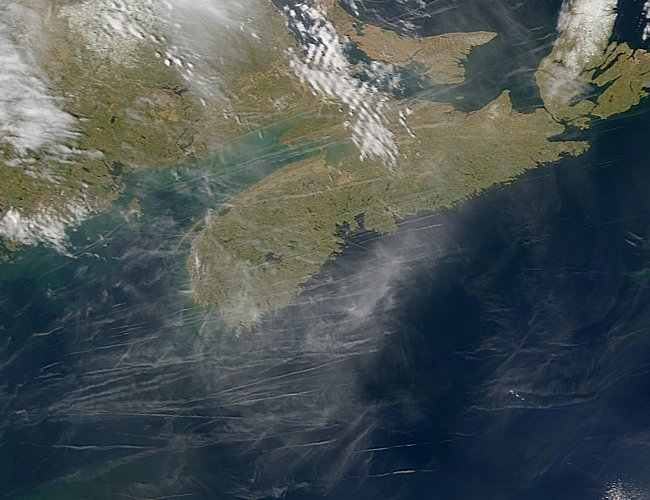
Condenssporen, zoals hier boven Nova Scotia, zijn waarschijnlijk een belangrijke oorzaak van global dimming

Mogelijke oorzaken zijn toenemende bewolking door een toename van het aantal aerosole stoffen in de atmosfeer, zoals roet en fijnstof. Hierdoor wordt zonlicht gereflecteerd en geabsorbeerd. Aerosolen kunnen ook de eigenschappen van wolken beïnvloeden, doordat een hoge concentratie hiervan de wolken witter maakt. Hierdoor blijven de wolken ook langer bestaan, doordat het neerslagproces door de kleinere druppelgrootte later op gang komt, waardoor de bedekkingsgraad van de bewolking toeneemt. Over de grootte van het effect hiervan is weinig bekend. 
Gedurende de 20e eeuw is op het noordelijk halfrond een toename van de bewolkingsgraad van 2% waargenomen. Dit is te weinig om de gemeten global dimming te verklaren, maar draagt hier wel aan bij. De aerosolconcentratie neemt voor bijvoorbeeld sulfaataerosolen af, maar neemt voor roet toe. De hoeveelheid woestijnzand wisselt. Volgens gemeten trends wordt global dimming vooral veroorzaakt door aerosolen.
Ook vulkaanuitbarstingen (en bovengrondse kernproeven) zijn een bron van global dimming. Er zijn gegevens uit jaarringen van bomen die staven dat de uitbarsting van de Krakatau in 1883 global dimming heeft veroorzaakt.
Ook condenssporen, veroorzaakt door vliegtuigen, hebben waarschijnlijk een belangrijk aandeel hierin. Dit is gebleken na 11 september 2001. Alle weerstations in de Verenigde Staten noteerden toen een plotse en duidelijke stijging van de temperatuur met verschillen van 1.1 graad Celsius tot gevolg. Het verschil tussen de pieken en dalen werd dus groter. De verklaring hiervoor luidt dat het drukke vliegverkeer boven de U.S.A. volledig was stilgelegd na de vliegtuigkapingen en aanslagen.
Jaarsommen van zonne-energie berekend uit stralingsmetingen op vijf Nederlandse weerstations in de periode 1958 tot 2003 (bron: Stammes, KNMI). De hoeveelheid zonlicht in Nederland lijkt iets toe te nemen, maar statistisch significante effecten zijn moeilijk detecteerbaar vanwege de grote natuurlijke jaarlijkse fluctuaties van 10 tot 20%.

### Global dimming versus global warming
Er bestaat een verband tussen global dimming en de opwarming van de aarde. Deeltjes als roet en woestijnzand kunnen het zonlicht absorberen. In sommige gebieden kan roet de vorming van wolken beperken en wolken oplossen door lokale verwarming. Dit versterkt de opwarming, maar gaat global dimming weer tegen.
Waterdamp speelt een complexe rol in global dimming. Het is een zeer sterk broeikasgas, maar heeft ook koelende eigenschappen. Door een toename van waterdamp. Door de toegenomen temperatuur verdampt meer water uit oceanen, zeeën en meren. De waterdamp vormt dan wolken die het zonlicht reflecteren. Ook planten verdampen bij hogere temperatuur meer water vanuit hun huidmondjes. Bij verbranding van fossiele brandstoffen, dus koolwaterstoffen, komt niet alleen het broeikasgas kooldioxide CO2 vrij, maar ook waterdamp H2O, dat dus bijdraagt aan global dimming. Bij opwekking van energie komen ook hoeveelheden waterdamp in de atmosfeer door de koeling, bijvoorbeeld met koeltorens. Ook Kerncentrales brengen waterdamp in de atmosfeer via hun koeltorens.
Uit onderzoek in 2020 is gebleken dat het terugdringen van de luchtverontreiniging boven Europa, en dus de afname van het global dimming effect boven deze regio, heeft geleid tot meer regionale opwarming, met als gevolg een stabilisering van de straalstroom, waardoor minder extreem winterweer voorkwam in het Noordelijk halfrond.

### Global brightening versus global dimming
Global brightening (globale verheldering) is precies het tegengestelde van global dimming, dus een toename van de hoeveelheid zonlicht op het aardoppervlak. Iedere afname van global dimming betekent daarom een toename van global brightening. Dat betekent dus ook dat oorzaken die global dimming verminderen (zoals de afname van aerosolen die zonlicht  afvangen of reflecteren) global brightening juist versterken. Onderzoeksresultaten kunnen echter wel verschillen betreffende landoppervlakken of oceanen.

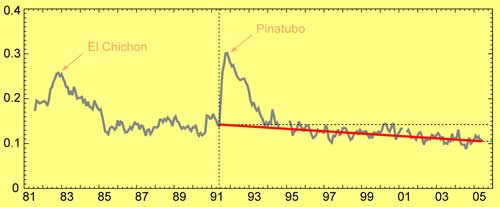
Daling van de aërosolen over de hele wereld (rode lijn) sinds de uitbarsting van Mount Pinatubo in 1991, volgens satellietgegevens. Bron: Michael Mishchenko, NASA.

Terwijl er tussen 1950 en 1990 een afname van instraling (dimming) was, sloeg dit vanaf 1990 om in een toename (brightening). Boven het noordelijk halfrond (exclusief India), Australië en antarctica werd een toename van straling waargenomen en een verminderde bewolking. Dit is verklaarbaar door een vermindering van verontreiniging in de wolken door overheidsmaatregelen en economische crises in het Oostblok. Global brightening treedt zowel op bij aanwezigheid van bewolking als bij helderheid.
Een grote vulkaanuitbarsting van Mount Pinatubo in 1991 veroorzaakte een tijdelijke afname van de global brightening, totdat de aërosolen weer waren neergedaald.

## Effecten

### Gevolgen voor de globale opwarming
Het effect van maatregelen tegen global dimming is nog onduidelijk, omdat niet bekend is wat de stofsamenstelling van de atmosfeer in de toekomst zal zijn. Ook is niet bekend of en welke verandering in bedekkingsgraad en samenstelling van wolken er zal optreden bij global warming en welke effecten dit op global dimming heeft. Het netto effect is moeilijk te bepalen, omdat sommige factoren temperatuurverhogend zijn en andere temperatuurverlagend. De voorspelbaarheid wordt verder beperkt doordat boven zee moeilijker gemeten kan worden, en er dus minder data zijn, terwijl 70% van de aarde uit water bestaat. Wat de invloed van de mens op het stofgehalte betreft, is er sprake van een netto afkoelend effect. Global warming werkt global dimming voor een deel tegen. Door global warming smelt ijs van de poolkappen, gletsjers, permafrost en op bergen. Daardoor wordt minder zonlicht door dat wit ijs teruggekaatst.
Weer andere effecten zijn gelijklopend voor global warming en global dimming. Door global warming treedt droogte op en sterke wind. Dat geeft aanleiding tot bosbranden. Die brengen dan weer roet en waterdamp in de atmosfeer, aanleiding tot global dimming. Ook afbranden van bossen voor landbouwgrond, bijvoorbeeld in Indonesië op grote schaal, brengt zowel broeikasgas in de atmosfeer als ook roet en waterdamp en veroorzaakt dus zowel global warming als global dimming.

### Neveneffecten
Er is beweerd dat de veranderingen aan de wolken door fijnstof uit Europa de droogtes hebben veroorzaakt in Afrika met de eraan gekoppelde hongersnoden, onder meer in de Sahel. Als dit in belangrijke mate zo is, dan is dit een zelfversterkend effect. Als door de effecten van global dimming meer droogte en woestijnvorming voorkomt, dan komt meer woestijnzand in de atmosfeer die dus meer global dimming bewerkt.

### Economische gevolgen
De economische gevolgen van het afkoelende effect van global dimming zou kunnen verschillen, afhankelijk van de regio. Regio's met een warm klimaat zouden ervan kunnen profiteren, terwijl bij koelere regio's het tegengestelde het geval is. Dit zou het verschil kunnen verkleinen tussen zich ontwikkelende economieën in tropische gebieden en de noordelijke ontwikkelde economieën.